# Christa Berg
Christa Berg (* 15. August 1940 in Köln) ist eine deutsche Erziehungswissenschaftlerin und Bildungshistorikerin. Zu ihren Forschungsgebieten zählen unter anderem die Historische Sozialisationsforschung sowie die Geschichte der Lehrerbildung. 
Nach einem Lehramtsstudium (Staatsexamen 1963) absolvierte Berg ein Promotionsstudium in den Fächern Pädagogik, Geschichte und Philosophie in Köln, das sie 1970 mit dem Dr. phil. abschloss. Von 1974 bis zur Emeritierung 2000 war sie Professorin für Allgemeine Pädagogik mit dem Schwerpunkt Sozialgeschichte der Erziehung an der Universität zu Köln. 
Sie war Vorstandsmitglied der Deutschen Gesellschaft für Erziehungswissenschaft (DGfE, 1986–1990) sowie Mitglied im Beirat der Historischen Kommission der DGfE (1991–1997), Mitherausgeberin des Jahrbuchs für Historische Bildungsforschung sowie des Handbuchs der deutschen Bildungsgeschichte. 
Für ihre Verdienste wurde sie 2000 mit der Ehrenmitgliedschaft der DGfE und 2008 mit dem Ernst-Christian-Trapp-Preis der DGfE geehrt.

## Schriften
- Die Okkupation der Schule. Eine Studie zur Aufhellung gegenwärtiger Schulprobleme an der Volksschule Preußens (1872–1900), Quelle u. Meyer, Heidelberg 1973.
- (Hrsg.): Handbuch der deutschen Bildungsgeschichte. Band 4: 1870–1918. Von der Reichsgründung bis zum Ende des Ersten Weltkrieges, C.H. Beck, München 1991, ISBN 978-3-406-32465-9.